# Дольфини, Анджело
Анджело Дольфини (итал. Angelo Dolfini, род. 8 октября 1978 года) — итальянский фигурист, выступавший в одиночном катании. Хотя он четырежды завоёвывал «золото» национального чемпионата, Дольфини не добился большого успеха на международном уровне. Его лучшим результатом стали 20-е места на чемпионате Европы 2000 года и чемпионате мира среди юниоров 1998 года, а также 13-е место на зимней Универсиаде. Он представлял Италию на Олимпийских играх 2002 года, где занял 26 место. В настоящее время Дольфини работает техническим специалистом ИСУ.